# Web3

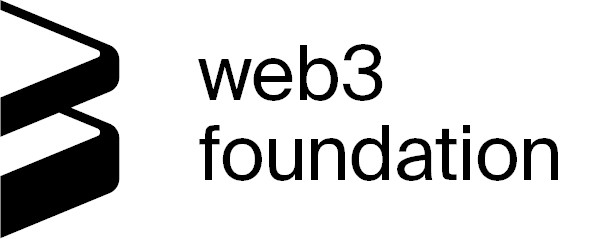
logo de la compañía

Web3, también conocido como Web 3.0 y a veces estilizado como web3, es una idea para una iteración nueva de la World Wide Web basada en tecnología blockchain, que incorpora conceptos como descentralización y economía de tókenes.  Se  suele contrastar Web3  con Web 2.0, donde dicen que el dato y el contenido están centralizados en un grupo pequeño de las compañías dominantes en la industria. El nombre "Web3" fue acuñado en 2014 por el cofundador de  Ethereum,  Gavin Wood, y la idea ganó el  interés entre los entusiastas de las criptomonedas, compañías de tecnología e inversores.
Algunos expertos argumentan que web3 proporcionará seguridad en los datos, escalabilidad y privacidad para los usuarios y permitirá combatir la influencia excesiva de las grandes compañías de la industria tecnológica. Otros han manifestado su preocupación sobre una web descentralizada, con problemas para una moderación adecuada y la proliferación de contenido nocivo, la centralización de riqueza en un grupo pequeño de inversores, o una pérdida de confidencialidad debido a la capacidad masiva de recoger datos. Otros, como Elon Musk y Jack Dorsey, ha argumentado que web3 actualmente solo sirve como palabra de moda.

## Antecedentes
La Web 1.0 y la Web 2.0.0 son conceptos referidos a etapas  en la historia de la World Wide Web, según evolucionó a través de varias tecnologías y formatos. Web 1.0  se refiere aproximadamente al periodo de 1991 a 2004, donde la mayoría de sitios web eran páginas web estáticas, y la mayoría de usuarios eran consumidores, no productores, de contenido. Web 2.0 está construida alrededor de la idea de "la web en cuando plataforma" y con  soporte de contenido creado por usuarios,  como por ejemplo, foros, social media, blogs, y wikis, entre otros servicios. Web 2.0 está generalmente considerada como la web estándar  hasta 2017

## Terminología
El Web3 es  distinto de la web semántica de Tim Berners-Lee (1999). En 2006, Berners-Lee describió la web semántica como componente de Web 3.0, cosa  que es muy diferente a la idea de Web3 en el contexto blockchain.
El término Web3 fue acuñado por Polkadot y el cofundador de  Ethereum, Gavin Wood en 2014, refiriéndose a un "ecosistema on-line descentralizado basado en blockchain." Un interés particular surgió  hacia fin de 2021, en gran parte debido la atención de entusiastas de las criptomonedas e inversores de perfil alto. Ejecutivos de la compañía de "venture capital" (compañías capital-riesgo en español) Andreessen Horowitz se desplazaron  a Washington D. C. en octubre de 2021 para hacer lobby sobre la idea Web3 como solución potencial a cuestiones relativas al control de la web, que es una preocupación tradicional de los reguladores.
Algunos expertos se han referido al concepto usual de "Web3"  equivalente a la Web "3.0", generando alguna confusión entre los dos conceptos. No  obstante, es verdad que algunas visiones de Web3 también incorporan las ideas que relacionan a la web semántica.

## Concepto
Las visiones concretas de Web3 difieren.   Bloomberg  considera el término como "hazy"  ("brumoso"), pero consideran estable la idea Web3 de descentralización y uso de blockchain y tecnologías DLT, en general, así como el uso de  criptomoneda y tókenes no fungibles (NFTs). Bloomberg ha descrito Web3 como una idea que "construiría ventajas financieras, en la forma de tókenes, a  cualquier tipo de activo on-line". Algunas visiones están basadas sobre el concepto de organizaciones autónomas descentralizadas (DAOs). 
La idea de Finanza descentralizada (DeFi) es otro concepto clave; en él, se usa moneda de intercambio  sin bancos o  sin implicación de los gobiernos. La Self-sovereign identity permite a a los usuarios  identificarse adecuadamente sin necesidad de  confiar en un sistema de autentificación como OAuth, en qué debe accederse a una entidad de terceros para evaluar la identidad.
Ciertos expertos han argumentado que Web3  podrá ir creciendo en paralelo con los  sitios de Web 2.0, con sitios de Web 2.0 , que irán adoptando Web3 tecnologías para mantener sus servicios más actualizados.

## Recepción
Los expertos han  descrito Web3 como una solución posible a  las preocupaciones actuales  en torno a la sobre-centralización de la web en unas cuantas "compañías de Tecnología". Algunos han expresado la idea que Web3 podría mejorar las áreas  de  seguridad de datos, adaptabilidad y privacidad mucho más allá de lo que es actualmente posible con plataformas de Web 2.0. Los escépticos dicen que la idea no va más allá de su uso en aplicaciones de nicho, en el mundo de las criptomonedas. The New York Times informó que algunos inversores están apostando $27 mil millones que Web3 "es el futuro del internet".
Algunas compañías de Web 2.0, incluyendo Reddit y Discord, han explorado la incorporación de Web3  a sus plataformas. El 8 de  noviembre de 2021, el  CEO Jason Citron mandó un tuit sugiriendo que Discord podría  explorar la  integración de wallets (monederos)  de  criptomoneda a su plataforma. Dos días más tarde, se informó que no había tal integración, sino una idea surgida dentro de un hackathon.
Algunos expertos legales citados por The Conversation han expresado preocupación por la dificultad de regular una web descentralizada, lo cual  podría hacer más difícil  impedir el delito informático, ciberacoso, discurso de odio,  la diseminación de imágenes de abuso de menores, etc. Pero también hablan de que Web3 representa ciber-esperanzas en la utopía de internet   como  una fuente de libertad frente  a las "estructuras de poder." Algunos otros críticos de Web3 ven el concepto como parte de una burbuja de la criptomoneda, o una extensión dañina de blockchain, particularmente asociada  a los tókenes no-fungibles  NFTs. Algunos críticos también han mostrado preocupación  sobre el impacto medioambiental de la criptomoneda y NFTs. No obstante, las criptomonedas ya han  mejorado mucho en  ese aspecto con el uso  de protocolos de consenso de  proof of stake y  otros que van  surgiendo.  Finalmente, otros muestran preocupación sobre  que Web3 permita facilitar  las  prácticas de pyramid scheme o Ponzi .
Jack Dorsey, cofundador y anterior CEO de Twitter, rechaza la Web3 por ser una forma de  juego de  "capitalistas de aventura"  (Venture Capitalists). Dorsey opina que Web3 no democratizará el internet, pero  desplazará el poder  en  internet desde  la gente de   plataformas tipo Facebook hacia "capital funds" como Andreessen Horowitz.
El 14 de  diciembre de 2021, un ingeniero de software  llamado Molly White publicó  "Web3 is going just great", un sitio web que documenta estafas prominentes, esquemas y cosas "bajo la alfombra" implicando  criptomoneda y Web3.

### No descentralizado
Kevin Werbach, autor de The Blockchain and the New Architecture of Trust, ha dicho que "muchos de los llamados 'web3' no son tan descentralizados como podría parecer, mientras otros si  parecen mostrar que son escalables, seguros y bastante accesibles para el mercado de masa", añadiendo que esta situación "puede cambiar", pero no es seguro que todas las limitaciones puedan ser corregidas.